# Mu Torere
Mu Torere es un juego de tablero de origen maorí jugado en la costa este de la isla norte de Nueva Zelanda. Es uno de los dos juegos conocidos jugados por los maoríes antes de que su país se volviera parte del Imperio británico.

## Reglas
Se colocan las fichas en la posición inicial, según el dibujo.
Los jugadores, por turno, podrán hacer alguno de estos movimientos con una de sus fichas: 
- Desde un vértice a otro vértice contiguo, siempre que esté libre.
- Desde el punto central a un vértice libre.
- Desde un vértice al punto central, siempre que uno o ambos vértices adyacentes estén ocupados por el contrario.
Objetivo: Bloquear e inmovilizar las fichas del contrario.

## Posiciones posibles
El número de posiciones posibles en el juego (descartando rotaciones y posiciones repetidas pero invertidas de lado) es de 46. En total son 8 con el centro vacío, 19 con una pieza negra en el centro y 19 con una blanca en el centro. Si se descartan las configuraciones equivalentes pero con los colores invertidos, se llega a tener 26 posiciones básicas.